# Shinichi Hoshi
Shinichi Hoshi (星 新一?, Hoshi Shin'ichi; Tokyo, 6 settembre 1926 – 30 dicembre 1997) è stato uno scrittore di fantascienza giapponese.
Celebre per le sue storie brevissime di fantascienza, spesso non più di tre o quattro pagine, ha scritto oltre mille racconti. Uno dei suoi racconti più celebri è Bokko-chan, tradotto in numerose lingue.